# Hieracium nivimontis
Hieracium nivimontis là một loài thực vật có hoa trong họ Cúc. Loài này được (Oborny & Zahn) Chrtek f. mô tả khoa học đầu tiên năm 1995.